# Vania King

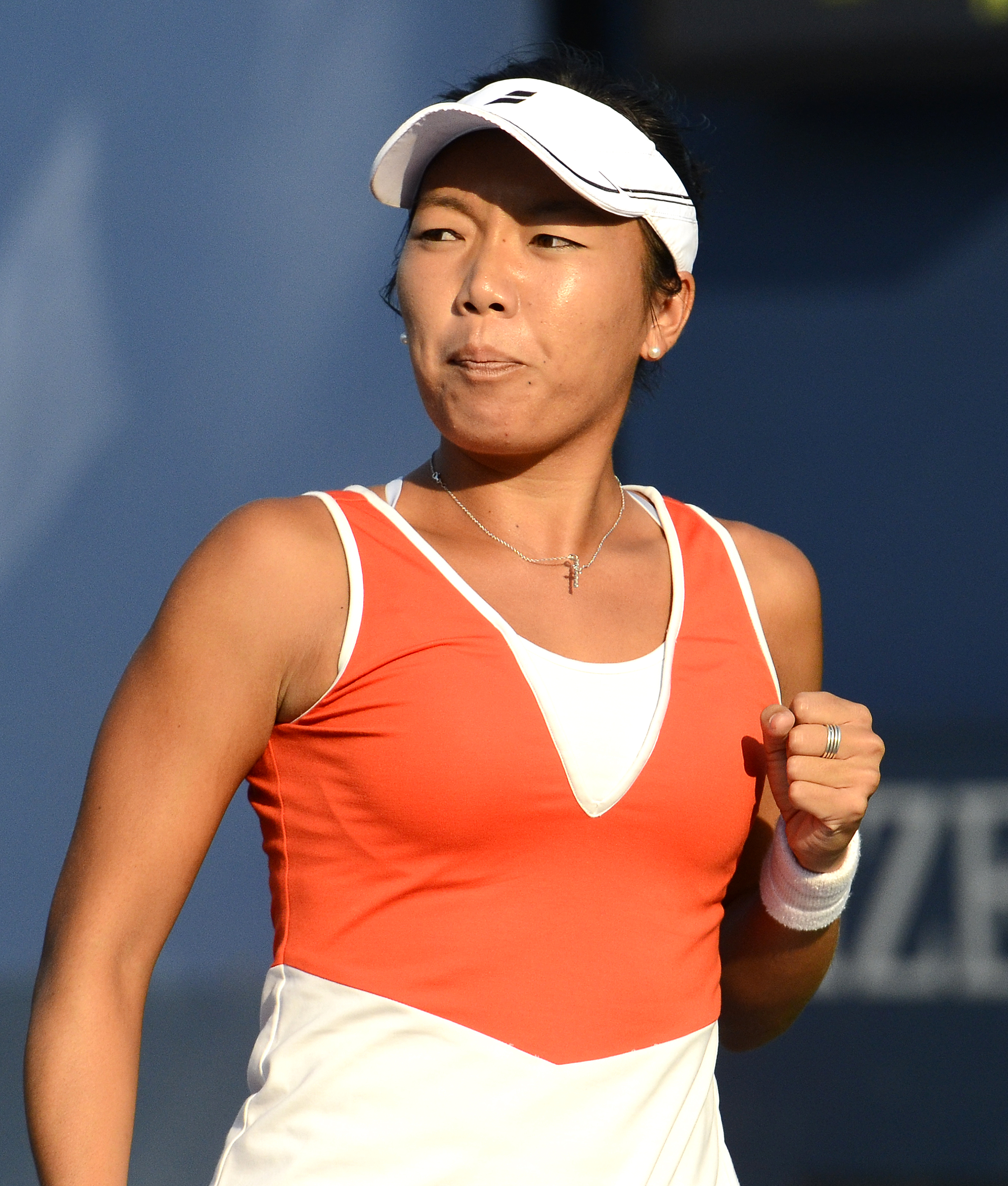
Vania King (2014)

Vania King (xinès tradicional: 金久慈, xinès simplificat: 金久慈, pinyin: Jīn Jiǔcí, Monterey Park, Califòrnia, 3 de febrer de 1989) és una extennista professional estatunidenca que va destacar en la categoria de dobles femenins.
En el seu palmarès destaquen els dos títols de Grand Slam en tres finals disputades: Wimbledon i US Open (2010) amb Iaroslava Xvédova com a parella. Va jugar un total de tres finals de Grand Slam en dobles femenins, i una més en dobles mixts. Va acumular un total de 15 títols de dobles femenins que li van permetre arribar al tercer lloc del rànquing de dobles mundial, i també en va guanyar un individualment, arribant al 50è lloc del rànquing.
Va formar part de l'equip estatunidenc de la Copa Federació i fou finalista en l'edició de 2009.
Es va retirar a l'abril de 2021.

## Biografia
Els seus pares, David i Karen, són originals de Taiwan i l'any 1982 es van traslladar als Estats Units. Ella és la petita de quatre germans: Phillip, Mindy i Ivana.

## Torneigs de Grand Slam

### Dobles femenins: 3 (2−1)
| Resultat   | Núm. | Any  | Torneig   | Parella           | Oponents                       | Marcador            |
| ---------- | ---- | ---- | --------- | ----------------- | ------------------------------ | ------------------- |
| Guanyadora | 1.   | 2010 | Wimbledon | Iaroslava Xvédova | Ielena Vesninà Vera Zvonariova | 7−6(6), 6−2         |
| Guanyadora | 2.   | 2010 | US Open   | Iaroslava Xvédova | Liezel Huber Nàdia Petrova     | 2−6, 6−4, 7−6(4)    |
| Finalista  | 1.   | 2011 | US Open   | Iaroslava Xvédova | Liezel Huber Lisa Raymond      | 6−4, 6−7(5), 6−7(3) |

### Dobles mixts: 1 (0−1)
| Resultat  | Núm. | Any  | Torneig       | Parella      | Oponents               | Marcador            |
| --------- | ---- | ---- | ------------- | ------------ | ---------------------- | ------------------- |
| Finalista | 1.   | 2009 | Roland Garros | Marcelo Melo | Bob Bryan Liezel Huber | 7−5, 6−7(5), [7−10] |

## Palmarès

### Individual: 3 (1−2)
| Abans de 2009                | Després de 2009         |
| ---------------------------- | ----------------------- |
| Grand Slam (0−0)             |                         |
| WTA Tour Championships (0−0) |                         |
| Tier I (0−0)                 | Premier Mandatory (0−0) |
| Tier II (0−0)                | Premier 5 (0−0)         |
| Tier III (0−0)               | Premier (0−0)           |
| Tier IV i V (1−0)            | International (0−2)     |

| Títols per superfície |
| --------------------- |
| Dura (1−2)            |
| Gespa (0−0)           |
| Terra batuda (0−0)    |

| Resultat   | Núm. | Data                   | Torneig            | Superfície | Oponent             | Marcador      |
| ---------- | ---- | ---------------------- | ------------------ | ---------- | ------------------- | ------------- |
| Guanyadora | 1.   | 15 d'octubre de 2006   | Bangkok, Tailàndia | Dura       | Tamarine Tanasugarn | 2−6, 6−4, 6−4 |
| Finalista  | 1.   | 22 de setembre de 2013 | Canton, Xina       | Dura       | Zhang Shuai         | 6−7(1), 1−6   |
| Finalista  | 2.   | 7 d'agost de 2016      | Nanchang, Xina     | Dura       | Duan Yingying       | 6−1, 4−6, 2−6 |

### Dobles femenins: 33 (15−18)
| Abans de 2009                | Després de 2009         |
| ---------------------------- | ----------------------- |
| Grand Slam (2−1)             |                         |
| WTA Tour Championships (0−0) |                         |
| Tier I (1−1)                 | Premier Mandatory (0−0) |
| Tier II (0−0)                | Premier 5 (1−1)         |
| Tier III (4−3)               | Premier (1−4)           |
| Tier IV i V (1−1)            | International (5−7)     |

| Títols per superfície |
| --------------------- |
| Dura (12−13)          |
| Gespa (1−2)           |
| Terra batuda (2−3)    |

| Resultat   | Núm. | Data                   | Torneig                         | Superfície   | Parella                    | Oponents                                  | Marcador            |
| ---------- | ---- | ---------------------- | ------------------------------- | ------------ | -------------------------- | ----------------------------------------- | ------------------- |
| Finalista  | 1.   | 1 d'octubre de 2006    | Canton, Xina                    | Dura         | Jelena Kostanić Tošić      | Li Ting Sun Tiantian                      | 4−6, 6−2, 5−7       |
| Guanyadora | 1.   | 8 d'octubre de 2006    | Tòquio, Japó                    | Dura         | Jelena Kostanić Tošić      | Chan Yung-Jan Chuang Chia-Jung            | 7−6(2), 5−7, 6−2    |
| Guanyadora | 2.   | 15 d'octubre de 2006   | Bangkok, Tailàndia              | Dura         | Jelena Kostanić Tošić      | Mariana Díaz-Oliva Natalie Grandin        | 7−5, 2−6, 7−5       |
| Finalista  | 2.   | 4 de febrer de 2007    | Tòquio                          | Dura         | Rennae Stubbs              | Lisa Raymond Samantha Stosur              | 6−7(6), 6−3, 5−7    |
| Guanyadora | 3.   | 14 de maig de 2007     | Fes, Marroc                     | Terra batuda | Sania Mirza                | Andreea Ehritt-Vanc Anastassia Rodiónova  | 6−1, 6−2            |
| Guanyadora | 4.   | 19 de setembre de 2007 | Calcuta, Índia                  | Dura         | Al·la Kudriàvtseva         | Alberta Brianti Maria Korítseva           | 6−1, 6−4            |
| Finalista  | 3.   | 2 d'octubre de 2007    | Canton (2)                      | Dura         | Sun Tiantian               | Peng Shuai Yan Zi                         | 3−6, 4−6            |
| Finalista  | 4.   | 7 d'octubre de 2007    | Tòquio                          | Dura         | Chan Yung-Jan              | Sun Tiantian Yan Zi                       | 6−1, 2−6, [6−10]    |
| Finalista  | 5.   | 10 de febrer de 2008   | Pattaya, Tailàndia              | Dura         | Hsieh Su-wei               | Chan Yung-Jan Chuang Chia-Jung            | 4−6, 3−6            |
| Guanyadora | 5.   | 21 de setembre de 2008 | Tòquio                          | Dura         | Nàdia Petrova              | Lisa Raymond Samantha Stosur              | 6−1, 6−4            |
| Guanyadora | 6.   | 2 de novembre de 2008  | Quebec, Canadà                  | Dura         | Anna-Lena Grönefeld        | Jill Craybas Tamarine Tanasugarn          | 7−6(3), 6−4         |
| Guanyadora | 7.   | 11 de gener de 2009    | Brisbane, Austràlia             | Dura         | Anna-Lena Grönefeld        | Klaudia Jans Alicja Rosolska              | 3−6, 7−5, [10−5]    |
| Guanyadora | 8.   | 14 de setembre de 2009 | Quebec (2)                      | Dura         | Barbora Záhlavová-Strýcová | Sofia Arvidsson Séverine Beltrame         | 6−1, 6−3            |
| Guanyadora | 9.   | 14 de febrer de 2010   | Memphis, Estats Units           | Dura         | Michaëlla Krajicek         | Bethanie Mattek-Sands Meghann Shaughnessy | 7−5, 6−2            |
| Finalista  | 6.   | 7 de març de 2010      | Monterrey, Mèxic                | Dura         | Anna-Lena Grönefeld        | Iveta Benešová Barbora Záhlavová-Strýcová | 6−3, 4−6, [8−10]    |
| Finalista  | 7.   | 18 d'abril de 2010     | Charleston, Estats Units        | Terra batuda | Michaëlla Krajicek         | Liezel Huber Nàdia Petrova                | 3−6, 4−6            |
| Guanyadora | 10.  | 22 de maig de 2010     | Estrasburg, França              | Terra batuda | Alizé Cornet               | Al·la Kudriàvtseva Anastassia Rodiónova   | 3−6, 6−4, [10−7]    |
| Finalista  | 8.   | 19 de juny de 2010     | 's-Hertogenbosch, Països Baixos | Gespa        | Iaroslava Xvédova          | Al·la Kudriàvtseva Anastassia Rodiónova   | 6−3, 3−6, [6−10]    |
| Guanyadora | 11.  | 3 de juliol de 2010    | Wimbledon, Regne Unit           | Gespa        | Iaroslava Xvédova          | Ielena Vesninà Vera Zvonariova            | 7−6(6), 6−2         |
| Guanyadora | 12.  | 13 de setembre de 2010 | US Open, Estats Units           | Dura         | Iaroslava Xvédova          | Liezel Huber Nàdia Petrova                | 2−6, 6−4, 7−6(4)    |
| Finalista  | 9.   | 6 de març de 2011      | Monterrey (2)                   | Dura         | Anna-Lena Grönefeld        | Iveta Benešová Barbora Záhlavová-Strýcová | 7−6(8), 2−6, [6−10] |
| Finalista  | 10.  | 15 de maig de 2011     | Roma, Itàlia                    | Terra batuda | Iaroslava Xvédova          | Peng Shuai Zheng Jie                      | 2−6, 3−6            |
| Guanyadora | 13.  | 21 d'agost de 2011     | Cincinnati, Estats Units        | Dura         | Iaroslava Xvédova          | Natalie Grandin Vladimíra Uhlířová        | 6−4, 3−6, [11−9]    |
| Finalista  | 11.  | 11 de setembre de 2011 | US Open                         | Dura         | Iaroslava Xvédova          | Liezel Huber Lisa Raymond                 | 6−4, 6−7(5), 6−7(3) |
| Finalista  | 11.  | 16 d'octubre de 2011   | Osaka, Japó                     | Dura         | Iaroslava Xvédova          | Kimiko Date-Krumm Zhang Shuai             | 5−7, 6−3, [9−11]    |
| Guanyadora | 14.  | 22 d'octubre de 2011   | Moscou, Rússia                  | Dura (i)     | Iaroslava Xvédova          | Anastassia Rodiónova Galina Voskoboeva    | 7−6(3), 6−3         |
| Finalista  | 13.  | 16 de juliol de 2012   | Stanford, Estats Units          | Dura         | Jarmila Gajdošová          | Marina Erakovic Heather Watson            | 5−7, 6−7(7)         |
| Finalista  | 14.  | 23 de juliol de 2012   | Carlsbad, Estats Units          | Dura         | Nàdia Petrova              | Raquel Kops-Jones Abigail Spears          | 2−6, 4−6            |
| Finalista  | 15.  | 23 de setembre de 2012 | Seül, Corea del Sud             | Dura         | Akgul Amanmuradova         | Raquel Kops-Jones Abigail Spears          | 6−2, 2−6, [8−10]    |
| Finalista  | 16.  | 21 de setembre de 2013 | Canton (3)                      | Dura         | Galina Voskoboeva          | Hsieh Su-wei Peng Shuai                   | 3−6, 6−4, [10−12]   |
| Finalista  | 17.  | 12 d'abril de 2014     | Bogotà, Colòmbia                | Terra batuda | Chanelle Scheepers         | Lara Arruabarrena Caroline Garcia         | 6−7(5), 4−6         |
| Guanyadora | 15.  | 9 de gener de 2016     | Shenzhen, Xina                  | Dura         | Monica Niculescu           | Xu Yifan Zheng Saisai                     | 6−1, 6−4            |
| Finalista  | 18.  | 19 de juny de 2016     | Birmingham, Regne Unit          | Gespa        | Al·la Kudriàvtseva         | Karolína Plísková Barbora Strýcová        | 3−6, 6−7(1)         |

### Dobles mixts: 1 (0−1)
| Resultat  | Núm. | Data               | Torneig               | Superfície   | Parella      | Oponents               | Marcador            |
| --------- | ---- | ------------------ | --------------------- | ------------ | ------------ | ---------------------- | ------------------- |
| Finalista | 1.   | 24 de maig de 2009 | Roland Garros, França | Terra batuda | Marcelo Melo | Bob Bryan Liezel Huber | 7−5, 6−7(5), [7−10] |

### Equips: 1 (0−1)
| Resultat  | Núm. | Data                    | Torneig                                 | Superfície   | Equip                                   | Oponents                                                      | Marcador |
| --------- | ---- | ----------------------- | --------------------------------------- | ------------ | --------------------------------------- | ------------------------------------------------------------- | -------- |
| Finalista | 1.   | 7−8 de novembre de 2009 | Copa Federació, Reggio Calabria, Itàlia | Terra batuda | Alexa Glatch Liezel Huber Melanie Oudin | Sara Errani Flavia Pennetta Francesca Schiavone Roberta Vinci | 0−4      |

## Trajectòria

### Individual
| Open d'Austràlia | A   | A  | 1R  | 1R  | A  | 2R | 2R | 3R | 1R | 1R  | A   | 2R | 1R  | A   | 0 / 9     | 5 – 9     |
| Roland Garros | A   | 1R | 1R  | 2R  | A  | 1R | 3R | 2R | 2R | 1R  | A   | Q2 | A   | 1R  | 0 / 9     | 5 – 9     |
| Wimbledon | A   | 2R | 1R  | 1R  | 2R | 1R | 1R | 1R | 1R | 1R  | A   | Q3 | A   | A   | 0 / 9     | 2 – 9     |
| US Open | 2R  | 2R | 1R  | 1R  | 3R | 2R | 3R | 1R | 1R | 2R  | 1R  | 2R | A   | 2R  | 0 / 13    | 10 – 13   |
| Rànquing a final d'any | 202 | 50 | 107 | 129 | 79 | 86 | 76 | 70 | 84 | 112 | 466 | 79 | 487 | 380 | 269 – 250 | 269 – 250 |
| Llegenda: G: Guanyadora; F: Finalista; SF: Semifinalista; QF: Quarts de final; Q: Qualificació; A: Absent; RR: Round Robin; |     |    |     |     |    |    |    |    |    |     |     |    |     |     |           |           |

### Dobles femenins
| Torneig | 2005 | 2006 | 2007 | 2008 | 2009 | 2010 | 2011 | 2012 | 2013 | 2014 | 2015 | 2016 | 2017 | 2018 | 2019 | 2020 | Títols    | V − D     |
| --- | ---- | ---- | ---- | ---- | ---- | ---- | ---- | ---- | ---- | ---- | ---- | ---- | ---- | ---- | ---- | ---- | --------- | --------- |
| Open d'Austràlia | A    | A    | 2R   | 1R   | 1R   | 2R   | 1R   | QF   | 1R   | 2R   | A    | QF   | 3R   | QF   | 1R   | 1R   | 0 / 12    | 14 – 12   |
| Roland Garros | A    | 1R   | 1R   | 1R   | 3R   | 2R   | SF   | QF   | 3R   | 1R   | A    | 1R   | A    | 3R   | A    | A    | 0 / 11    | 14 – 11   |
| Wimbledon | A    | 1R   | 1R   | 3R   | QF   | G    | 2R   | 1R   | 3R   | 1R   | A    | 2R   | A    | 3R   | A    | NC   | 1 / 11    | 17 – 10   |
| US Open | 2R   | 2R   | 1R   | 1R   | 3R   | G    | F    | 3R   | 2R   | 3R   | 2R   | 3R   | A    | 1R   | SF   | A    | 1 / 14    | 28 – 13   |
| WTA Championships | A    | A    | A    | A    | A    | SF   | SF   | A    | A    | A    | A    | A    | A    | A    | A    | NC   | 0 / 2     | 0 – 2     |
| Rànquing a final d'any | 357  | 59   | 27   | 34   | 32   | 4    | 6    | 22   | 51   | 77   | 271  | 23   | 92   | 36   | 80   | –    | 319 – 201 | 319 – 201 |
| Llegenda: G: Guanyadora; F: Finalista; SF: Semifinalista; QF: Quarts de final; Q: Qualificació; A: Absent; RR: Round Robin; |      |      |      |      |      |      |      |      |      |      |      |      |      |      |      |      |           |           |

### Dobles mixts
| Open d'Austràlia | A  | A | A  | A  | 1R | A  | A  | 1R | A | 1R | A  | A | A | 1R | 2R | 0 / 5 | 1 – 5 |
| Roland Garros | A  | A | A  | 1R | A  | F  | SF | 1R | A | A  | A  | A | A | A  | 2R | 0 / 5 | 8 – 5 |
| Wimbledon | A  | A | A  | 2R | 1R | 1R | 1R | 1R | A | A  | 2R | A | A | A  | 1R | 0 / 7 | 2 – 7 |
| US Open | 1R | A | QF | 2R | A  | 1R | 1R | 1R | A | A  | A  | A | A | A  | 1R | 0 / 7 | 3 – 7 |
| Llegenda: G: Guanyadora; F: Finalista; SF: Semifinalista; QF: Quarts de final; Q: Qualificació; A: Absent; RR: Round Robin; |    |   |    |    |    |    |    |    |   |    |    |   |   |    |    |       |       |